# Hiroki Kato
Hiroki Kato (加藤 広樹 Kato Hiroki?), född 31 juli 1986 i Kanagawa prefektur, är en japansk före detta fotbollsspelare.
Kato började sin karriär 2004 i Yokohama F. Marinos. Efter Yokohama F. Marinos spelade han för Mito HollyHock. Han avslutade karriären 2013.